# Thaumalea rumanica
Thaumalea rumanica är en tvåvingeart som beskrevs av Edwards 1929. Thaumalea rumanica ingår i släktet Thaumalea och familjen mätarmyggor. Inga underarter finns listade i Catalogue of Life.